# Північний Ізпиред'ювож
Північний Ізпиред'ю́ (рос. Северный Изпыредъю) — річка в Республіці Комі, Росія, права притока річки Ісперед'ю, правої притоки річки Ілич, правої притоки річки Печора. Протікає територією Троїцько-Печорського району.
Річка протікає на південний схід, південний захід, південь, схід та південь.